# Ulrich Schmack
Ulrich Schmack (Ratisbona, 23 agosto 1973) è un imprenditore e dirigente d'azienda tedesco.

## Biografia
Nel 1995, non ancora ventiduenne, ha fondato Schmack Biogas assieme ai due fratelli, azienda che realizzava impianti biogas da materie prime rinnovabili. 
Figlio di imprenditori agricoli bavaresi, ideò il suo primo impianto, che utilizzava pollina, per rispondere alle esigenze energetiche dell'azienda avicola di famiglia: in quel periodo, infatti, frequenti black-out elettrici mettevano in difficoltà i contadini. Pur artigianale (il biogas prodotto veniva bruciato dal motore di una Opel Kadett) l'impianto funzionava: da lì nacque l'idea di commercializzarlo. Nasceva così la Schmack Biogas Gbr, che diverrà poi GmbH, ed infine AG. Ben presto Schmack si accorse che le deiezioni dei volatili non avevano rese elevate in termini energetici, e si orientò verso la digestione anaerobica di vegetali ad alto contenuto energetico.
Ulrich Schmack è stato consulente del governo bavarese per il biogas.
Ha curato la quotazione dell'azienda alla Borsa di Francoforte nel 2006.
Dopo l'ingresso di Schmack Biogas nel gruppo Viessmann nel 2010, ha lasciato gli incarichi in Schmack Biogas, pur rimanendo all'interno del gruppo Viessmann come dirigente: ha guidato dapprima microbEnergy GmbH (2012-2016), e successivamente di Digital Energy Solutions, joint venture tra Viessmann e BMW (2016-2020).